# K9 (serie televisiva)
K-9 è una serie britannico-australiana di genere commedia-avventura, spin-off del programma televisivo Doctor Who. È incentrata sulle avventure del cane robot K-9 e rivolta a un pubblico da 11 a 15 anni. La serie, composta da una sola stagione, è stata ottenuta miscelando animazioni a computer e live action ed è stata prodotta a Brisbane, in Australia, in co-produzione col Regno Unito. È andata in onda nel 2009-2010 in Australia su Network Ten e in Regno Unito su Disney XD, e in Italia dal 10 maggio 2010 su Disney XD.

## Episodi
| Stagione       | Episodi | Prima originale | Prima TV Italia |
| -------------- | ------- | --------------- | --------------- |
| Prima stagione | 26      | 2009-2010       | 2010            |

## Personaggi e interpreti
- K-9 (voce), interpretato da John Leeson, doppiato da Luigi Ferraro.
- Starkey, interpretato da Keegan Joyce, doppiato da Davide Perino.
- Jorjie Turner, interpretata da Philippa Coulthard, doppiata da Veronica Puccio.
- Prof. Gryffen, interpretato da Robert Moloney, doppiato da Roberto Pedicini.
- Darius Pike, interpretato da Daniel Webber, doppiato da Flavio Aquilone.
- Vibecka, interpretata da Sophia Emberson-Bain, doppiata da Letizia Ciampa.